# Edson Jaramillo
Edson Jaramillo (Guadalajara, Jalisco; 12 de febrero de 2001) es un futbolista mexicano, juega como Defensa y su equipo actual son los Leones Negros de la Liga de Expansión MX.

## Trayectoria
Formación en Fuerzas Básicas de la UdeG
Empezó jugando en las fuerzas básicas de los Leones Negros de la U de G en 2013. Tuvo actividad con la sub-13, sub-15, Tercera División y Liga Premier. Debutó con el primer equipo melenudo el 13 de agosto de 2019, siendo titular en una derrota por 0-1 ante Cafetaleros de Chiapas por Copa.
Debutó en Liga de Expansión el 10 de septiembre de 2020, siendo titular en una derrota por 1-2 ante Tampico Madero. Anotó su primer gol con el primer equipo de los leones el 24 de noviembre de 2021, anotando el gol de la remontada 2-1 de su equipo ante Correcaminos de la UAT por el repechaje del Apertura 2021.